# Havaj
Havaj es un municipio del distrito de Stropkov en la región de Prešov, Eslovaquia, con una población estimada a final del año 2024 de 393 habitantes.
Se encuentra ubicado al noreste de la región, cerca del río Ondava (cuenca hidrográfica del río Tisza) y de la frontera con  Polonia.

## Demografía
| Año        | 1994 | 2004    | 2014    | 2024    |
| ---------- | ---- | ------- | ------- | ------- |
| Población  | 415  | 420     | 398     | 393     |
| Diferencia |      | +1,20 % | −5,23 % | −1,25 % |

| Año        | 2023 | 2024    |
| ---------- | ---- | ------- |
| Población  | 404  | 393     |
| Diferencia |      | −2,72 % |